# フランシス・ペラム (第5代チチェスター伯爵)

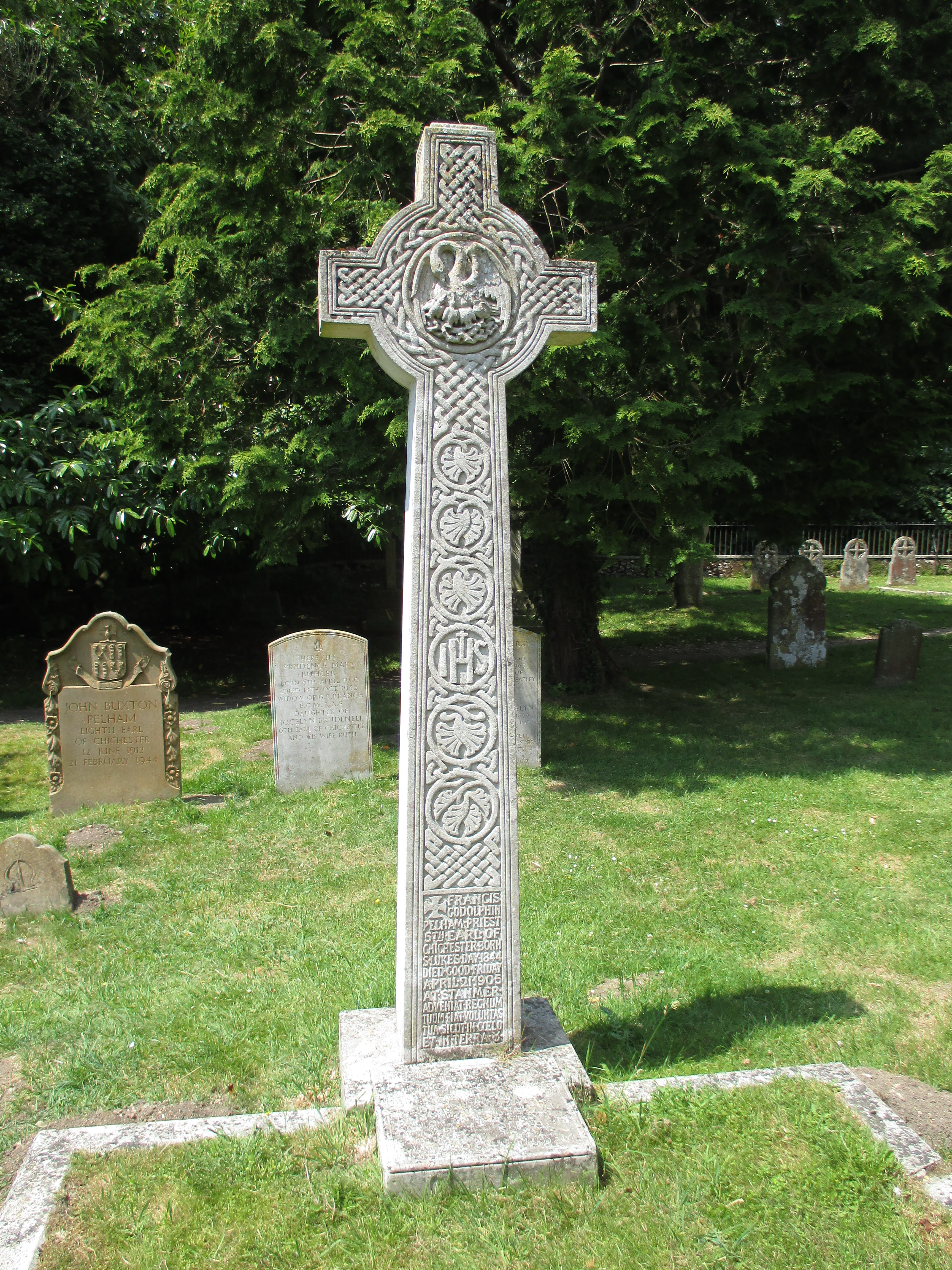
第5代チチェスター伯爵の墓

第5代チチェスター伯爵フランシス・ゴドルフィン・ペラム（英語: Francis Godolphin Pelham, 5th Earl of Chichester 1844年10月18日 - 1905年4月21日）は、イギリスの貴族、聖職者。称号は師（Reverend）。

## 略歴
第3代チチェスター伯爵ヘンリー・ペラム（貴族院議員）とメアリー（第6代カーディガン伯爵ロバート・ブルードネルの令嬢）との間に次男として生まれる。イートン校からケンブリッジ大学トリニティ・カレッジに進学し、陸上競技とクリケットの大学代表チームに所属。オックスフォード大学との対抗戦で活躍した者に与えられるブルーを獲得した。1868年に学士号（Bachelor of Arts）を取得。
卒業後は聖職者としての道を選んだ。ランベス、バックハースト・ヒル、グレート・ヤーマスで教区牧師を務めた。その後ウェールズ・バンガー大聖堂の律修司祭となった。仕事の傍らアマチュアのサッカーチーム・ワンダラーズFCでプレーした。
1902年、兄ウォルターが子供を残さず死去したため第5代チチェスター伯爵となる。1905年、60歳で死去。妻アリス・カー（実業家の初代ウルヴァートン男爵ジョージ・グリンの娘）との間に生まれた長男のジョセリンが爵位を継承した。